# Автострада А6 (Італія)
Автострада A6 — це італійська автострада, відкрита в 1960 році, яка з'єднує Турин, крайню південну частину П'ємонту, особливо провінцію Кунео, із західним узбережжям Лігурії та містом Савона. Її будівництво завершилося в 2001 році, коли вона була повністю переобладнана в двосторонню автомагістраль.

## Історія
Автомагістраль будували поетапно, починаючи з 1956 року. Це почалося з урочистого відкриття траси Савона – Чева 27 січня 1960 року. Невдовзі в 1961 році розпочалися роботи на ділянці Чева – Фоссано, включаючи сполучення з містом Фоссано та SS 28 на Турин. У травні 1970 року відкрилася ділянка Монкальєрі — Ла-Ротта, а в липні того ж року — ділянка Марене — Фоссано. Нарешті, у 1972 році була побудована перша ділянка Турин – Монкальєрі – Ла Ротта з окремою дорогою до Карманьйоли.
У 1973 році почалося подвоєння ділянки Савона – Алтаре, а урочисте відкриття відбулося в 1976 році. Пізніше, у 1989 році, почали планувати подвоїти ділянку від Пріеро до Алтаре. Роботи почалися в грудні 1993 року і закінчилися в липні 1995 року. 

## Автомагістраль сьогодні

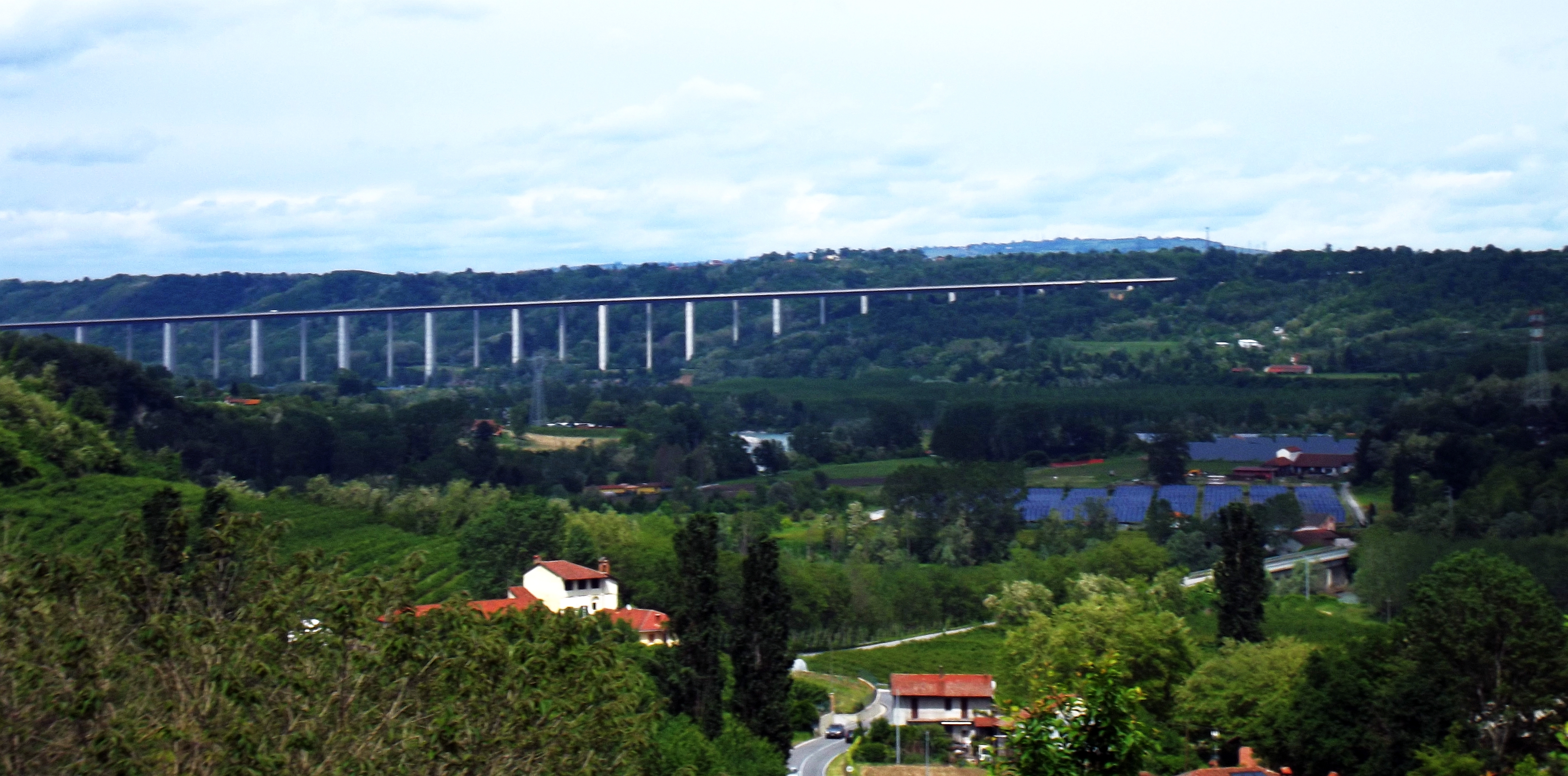
Вид на міст через річку Стура з Фоссано.

З 2001 року A6, відома як "La Verdemare", має правила безпеки, подібні до основних італійських доріг. Система розвивається через ландшафти та відкриті території, такі як кордон між П’ємонтом і Лігурією, особливо відрізок Савона – Альтаре-Апенніни. A6 також проходить Колле ді Кадібона на висоті 435 м, вододіл між Лігурійськими Апеннінами та долиною річки По в 14 км з безперервним маршрутом тунелів і віадуків і, виключно для Італії, гвинтовою кривою на південній ділянці.
A6 також пов’язаний з новою автострадою A33 Асті – Кунео. Східна платна дорога Асті A21 Турин – П'яченца – Брешія приведе вас через Альбу до платної дороги A6.

## Електронний контроль швидкості
На двох ділянках кожної дороги середня швидкість контролюється системою Tutor, реалізованою між станціями Карманьола та Марене (обидві дороги), біля Пріеро (тільки північна дорога) та Квіліано (лише південна дорога). Ефективність системи на ділянці Карманьйола – Марене вважається обмеженою через наявність на ділянці зони обслуговування Ріо-Колоре.